# Discografia di Marina Diamandis
La discografia della cantautrice gallese Marina Lambrini Diamandis, nota semplicemente come Marina e, precedentemente, come Marina and the Diamonds, consiste in sei album in studio, altrettanti extended play, due album dal vivo, 26 singoli (di cui tre featuring), quattro singoli promozionali e 29 video musicali.
Dopo aver pubblicato l'extended play Mermaid Vs. Sailor, Marina and the Diamonds pubblica il suo secondo extended play, The Crown Jewels, con la Neon Gold Records l'11 giugno 2009. Il 22 febbraio 2010 Marina and the Diamonds ha pubblicato il suo primo album The Family Jewels con l'etichetta 679 Recordings, che ha riscosso il disco d'oro nel Regno Unito. Successivamente la cantautrice ha pubblicato il suo terzo extended play, The American Jewels, il 23 marzo 2010 negli Stati Uniti. Il suo secondo album, Electra Heart, uscito il 30 aprile 2012, ha debuttato alla 1ª posizione nel Regno Unito (ottenendo qui un disco d'argento per aver venduto 60 000 copie), in Irlanda e in Scozia. Alla fine del 2012, l'album si è posizionato alla 24ª posizione della classifica di fine anno americana degli album dance/elettronici più venduti dell'anno. Nel 2013, nella medesima classifica, l'album sale di ben dieci posizioni e l'anno successivo viene reso noto dalla cantante stessa che i singoli e le tracce di Electra Heart hanno venduto globalmente due milioni di copie.

## Album in studio
| Anno | Titolo | Posizione in classifica | Posizione in classifica | Posizione in classifica | Posizione in classifica | Posizione in classifica | Posizione in classifica | Posizione in classifica | Posizione in classifica | Posizione in classifica | Posizione in classifica | Posizione in classifica | Certificazioni/vendite                                                             |
| Anno | Titolo | UK                      | AUS                     | AUT                     | FRA                     | GER                     | GRE                     | IRL                     | NL                      | SWI                     | USA                     | NZ                      | Certificazioni/vendite                                                             |
| ---- | --- | ----------------------- | ----------------------- | ----------------------- | ----------------------- | ----------------------- | ----------------------- | ----------------------- | ----------------------- | ----------------------- | ----------------------- | ----------------------- | ---------------------------------------------------------------------------------- |
| 2010 | The Family Jewels - Pubblicazione: 22 febbraio 2010 - Etichetta: 679 Recordings - Formati: CD, download digitale                                                       | 5                       | 79                      | 18                      | 132                     | 12                      | 7                       | 9                       | 88                      | 100                     | 138                     | —                       | - UK: Oro (230.000+) - IRL: Oro (7.500+) - Mondo: 500.000+                         |
| 2012 | Electra Heart - Pubblicazione: 30 aprile 2012 - Etichetta: 679 Recordings, Atlantics - Formati: CD, download digitale                                                  | 1                       | 32                      | 25                      | —                       | 17                      | —                       | 1                       | 92                      | 11                      | 31                      | 31                      | - UK: Oro (115.000+) - IRL: Oro (7.500+) - Stati Uniti: 300.000+ - Mondo: 800.000+ |
| 2015 | Froot - Pubblicazione: 3 aprile 2015 - Etichetta: Atlantic, Neon Gold Artists - Formati: CD, download digitale, box set                                                | 10                      | 12                      | 38                      | 78                      | 24                      | —                       | 4                       | 21                      | 10                      | 8                       | 12                      | - Stati Uniti: 200.000+ - Regno Unito: 45.000 - Mondo: 500.000+                    |
| 2019 | Love + Fear - Pubblicazione: 26 aprile 2019 - Etichetta: Atlantic, Neon Gold Artists - Formati: CD, download digitale, vinile                                          | 5                       | 22                      | 19                      | 136                     | 18                      | —                       | 17                      | —                       | 20                      | 28                      | 31                      |                                                                                    |
| 2021 | Ancient Dreams in a Modern Land - Pubblicazione: 11 giugno 2021 - Etichetta: Atlantic, Neon Gold Artists - Formati: musicassetta, CD, download digitale, LP, streaming | 17                      | 38                      | 29                      | —                       | 43                      | —                       | 26                      | —                       | 21                      | 92                      | 40                      |                                                                                    |
| 2025 | Princess of Power - Pubblicazione: 6 giugno 2025 - Etichetta: Queenie Records, BMG Rights Management - Formati: CD, download digitale, LP, streaming                   |                         |                         |                         |                         |                         |                         |                         |                         |                         |                         |                         |                                                                                    |

## EP
| Anno | Titolo |
| ---- | --- |
| 2007 | Mermaid vs Sailor - Pubblicato: 23 novembre 2007 - Etichetta: autoprodotto - Formato: CD, download digitale                     |
| 2009 | The Crown Jewels EP - Pubblicato: 2 giugno 2009 - Etichetta: Neon Gold Records - Formato: CD, download digitale                 |
| 2010 | The American Jewels - Pubblicato: 23 marzo 2010 - Etichetta: Chop Shop Records - Formato: download digitale                     |
| 2019 | Love + Fear (Acoustic) - Pubblicazione: 13 settembre 2019 - Etichetta: Atlantic, Neon Gold Artists - Formati: download digitale |

## EP dal vivo
| Anno | Titolo |
| ---- | --- |
| 2009 | iTunes Live: London Festival '09A - Pubblicato: 10 giugno 2009 - Etichetta: 679 Recordings - Formato: download digitale |
| 2010 | iTunes Festival: London 2010A - Pubblicato: 26 luglio 2010 - Etichetta: 679 Recordings - Formato: download digitale     |

Note
- A^ Pubblicato esclusivamente tramite iTunes.

## Riedizioni
| Anno | Titolo |
| ---- | --- |
| 2022 | Electra Heart: The Platinum Blonde Edition - Pubblicato: 27 aprile 2022 - Etichetta: Atlantic - Formato: CD, vinile, download digitale |

## Singoli
| Titolo                                                                                  | Anno | Posizione massima | Posizione massima | Posizione massima | Posizione massima | Posizione massima | Posizione massima | Posizione massima | Posizione massima | Posizione massima | Posizione massima | Certificazioni                                                                                                | Album                           |
| Titolo                                                                                  | Anno | UK                | AUS               | AUT               | DK                | GER               | IRL               | NOR               | NZ                | SWE               | SWI               | Certificazioni                                                                                                | Album                           |
| --------------------------------------------------------------------------------------- | ---- | ----------------- | ----------------- | ----------------- | ----------------- | ----------------- | ----------------- | ----------------- | ----------------- | ----------------- | ----------------- | --- | ------------------------------- |
| Obsessions                                                                              | 2009 | —                 | —                 | —                 | —                 | —                 | —                 | —                 | —                 | —                 | —                 | | The Family Jewels               |
| Mowgli's Road                                                                           | 2009 | —                 | —                 | —                 | —                 | —                 | —                 | —                 | —                 | —                 | —                 | | The Family Jewels               |
| Hollywood                                                                               | 2010 | 12                | —                 | 17                | —                 | 15                | 21                | —                 | —                 | —                 | —                 | | The Family Jewels               |
| I Am Not a Robot                                                                        | 2010 | 26                | —                 | —                 | —                 | —                 | —                 | 6                 | —                 | 11                | —                 | | The Family Jewels               |
| Oh No!                                                                                  | 2010 | 38                | —                 | —                 | —                 | —                 | —                 | —                 | —                 | —                 | —                 | | The Family Jewels               |
| Shampain                                                                                | 2010 | 141               | —                 | —                 | —                 | —                 | —                 | —                 | —                 | —                 | —                 | | The Family Jewels               |
| Primadonna                                                                              | 2012 | 11                | 21                | 3                 | 12                | 18                | 3                 | —                 | 4                 | —                 | 16                | - BPI: Argento - ARIA: Platino - IFPI AUT: Oro - IFPI DK: Platino - RMNZ: Platino - IRMA: Platino - RIAA: Oro | Electra Heart                   |
| Power & Control                                                                         | 2012 | 193               | —                 | —                 | —                 | —                 | —                 | —                 | —                 | —                 | —                 | | Electra Heart                   |
| How to Be a Heartbreaker                                                                | 2012 | 88                | —                 | —                 | 18                | —                 | 21                | —                 | —                 | —                 | —                 | - IFPI DK: Platino - RIAA: Oro                                                                                | Electra Heart                   |
| Froot                                                                                   | 2014 | —                 | —                 | —                 | —                 | —                 | —                 | —                 | —                 | —                 | —                 | | Froot                           |
| Happy                                                                                   | 2014 | —                 | —                 | —                 | —                 | —                 | —                 | —                 | —                 | —                 | —                 | | Froot                           |
| I'm a Ruin                                                                              | 2015 | 169               | —                 | —                 | —                 | —                 | —                 | —                 | —                 | —                 | —                 | | Froot                           |
| Gold/Forget                                                                             | 2015 | —                 | —                 | —                 | —                 | —                 | —                 | —                 | —                 | —                 | —                 | | Froot                           |
| Blue                                                                                    | 2015 | —                 | —                 | —                 | —                 | —                 | —                 | —                 | —                 | —                 | —                 | | Froot                           |
| Disconnect (con i Clean Bandit)                                                         | 2017 | —                 | —                 | —                 | —                 | —                 | —                 | —                 | —                 | —                 | —                 | | Nessun album                    |
| Baby (con i Clean Bandit e Luis Fonsi)                                                  | 2018 | 15                | —                 | —                 | —                 | —                 | 39                | —                 | 20                | —                 | —                 | - BPI: Oro | What Is Love?                   |
| Handmade Heaven                                                                         | 2019 | —                 | —                 | —                 | —                 | —                 | —                 | —                 | —                 | 46                | —                 | | Love + Fear                     |
| Superstar                                                                               | 2019 | —                 | —                 | —                 | —                 | —                 | —                 | —                 | —                 | —                 | —                 | | Love + Fear                     |
| Orange Trees                                                                            | 2019 | —                 | —                 | —                 | —                 | —                 | —                 | —                 | —                 | —                 | —                 | | Love + Fear                     |
| To Be Human                                                                             | 2019 | —                 | —                 | —                 | —                 | —                 | —                 | —                 | —                 | —                 | —                 | | Love + Fear                     |
| Karma                                                                                   | 2019 | —                 | —                 | —                 | —                 | —                 | —                 | —                 | —                 | —                 | —                 | | Love + Fear                     |
| Man's World                                                                             | 2020 | —                 | —                 | —                 | —                 | —                 | —                 | —                 | —                 | —                 | —                 | | Ancient Dreams in a Modern Land |
| Purge the Poison                                                                        | 2021 | —                 | —                 | —                 | —                 | —                 | —                 | —                 | —                 | —                 | —                 | | Ancient Dreams in a Modern Land |
| Ancient Dreams in a Modern Land                                                         | 2021 | —                 | —                 | —                 | —                 | —                 | —                 | —                 | —                 | —                 | —                 | | Ancient Dreams in a Modern Land |
| Venus Fly Trap                                                                          | 2021 | —                 | —                 | —                 | —                 | —                 | —                 | —                 | —                 | —                 | —                 | | Ancient Dreams in a Modern Land |
| Happy Loner                                                                             | 2021 | —                 | —                 | —                 | —                 | —                 | —                 | —                 | —                 | —                 | —                 | | Ancient Dreams in a Modern Land |
| Butterfly                                                                               | 2025 | 48                | —                 | —                 | —                 | —                 | —                 | —                 | 19                | —                 | —                 | | Princess of Power               |
| Cupid's Girl                                                                            | 2025 | 77                | —                 | —                 | —                 | —                 | —                 | —                 | —                 | —                 | —                 | | Princess of Power               |
| Cuntissimo                                                                              | 2025 | 95                | —                 | —                 | —                 | —                 | —                 | —                 | 24                | —                 | —                 | | Princess of Power               |
| "—" Indica che il singolo non è entrato in classifica o non è uscito in quel territorio |      |                   |                   |                   |                   |                   |                   |                   |                   |                   |                   | |                                 |

### Singoli promozionali
| Titolo                                                                                  | Anno | Posizione | Posizione | Album                                      |
| Titolo                                                                                  | Anno | UK        | IRE       | Album                                      |
| --------------------------------------------------------------------------------------- | ---- | --------- | --------- | ------------------------------------------ |
| Radioactive                                                                             | 2011 | 25        | 37        | Electra Heart                              |
| Electra Heart                                                                           | 2014 | —         | —         | Nessun album                               |
| Immortal                                                                                | 2015 | —         | —         | Froot                                      |
| Gold                                                                                    | 2015 | —         | —         | Froot                                      |
| Man's World (Empress Of Remix) [feat. Pabllo Vittar]                                    | 2021 | —         | —         | Ancient Dreams in a Modern Land            |
| Purge The Poison (con Pussy Riot)                                                       | 2021 | —         | —         | Ancient Dreams in a Modern Land            |
| Venus Fly Trap (Kito Remix) [con Tove Lo]                                               | 2021 | —         | —         | Ancient Dreams in a Modern Land            |
| I Love You But I Love Me More (con Beach Bunny)                                         | 2021 | —         | —         | Ancient Dreams in a Modern Land            |
| E.V.O.L.                                                                                | 2022 | —         | —         | Electra Heart: The Platinum Blonde Edition |
| Electra Heart                                                                           | 2022 | —         | —         | Electra Heart: The Platinum Blonde Edition |
| "—" Indica che il singolo non è entrato in classifica o non è uscito in quel territorio |      |           |           |                                            |

## Videografia

### Video musicali
| Anno | Titolo                   | Regista               | Note   |
| ---- | ------------------------ | --------------------- | ------ |
| 2008 | Seventeen                | Chris Lewis           | [ 37 ] |
| 2008 | Obsessions               | Tim Brown             | [ 38 ] |
| 2009 | I Am Not a Robot         | Rankin & Chris Cottam | [ 39 ] |
| 2009 | Mowgli's Road            | Chris Sweeney         | [ 40 ] |
| 2009 | Hollywood                | Kinga Burza           | [ 41 ] |
| 2010 | Oh No!                   | Kinga Burza           | [ 41 ] |
| 2010 | Shampain                 | Kim Gehrig            | [ 42 ] |
| 2011 | Fear and Loathing        | Caspar Balslev        | [ 43 ] |
| 2011 | Radioactive              | Caspar Balslev        | [ 44 ] |
| 2012 | Primadonna               | Caspar Balslev        | [ 45 ] |
| 2012 | Power and Control        | Caspar Balslev        | [ 46 ] |
| 2012 | How to Be a Heartbreaker | Marc & Ish            | [ 47 ] |
| 2013 | The State of Dreaming    | Marc & Ish            | [ 48 ] |
| 2013 | Lies                     | Caspar Balslev        | [ 49 ] |
| 2013 | Electra Heart            | Margarita Louca       | [ 50 ] |
| 2014 | Froot                    | Chino Moya            | [ 51 ] |
| 2014 | Immortal                 | Paul Caslin           | [ 52 ] |
| 2015 | I'm a Ruin               | Markus Lundqvist      | [ 53 ] |
| 2015 | Forget                   | Markus Lundqvist      | [ 54 ] |
| 2015 | Blue                     | Charlotte Rutherford  | [ 55 ] |
| 2019 | Handmade Heaven          | Sophie Muller         | [ 56 ] |
| 2019 | Orange Trees             | Sophie Muller         | [ 57 ] |
| 2019 | To Be Human              | Anna Patarakina       | [ 58 ] |
| 2020 | Man's World              | Alexandra Gavillet    | [ 59 ] |
| 2021 | Purge the Poison         | Weird Life Films      | [ 60 ] |
| 2021 | Venus Fly Trap           | Weird Life Films      | [ 61 ] |
| 2022 | Happy Loner              | Brendan Walter        | [ 62 ] |
| 2025 | Butterfly                | Aerin Moreno          | [ 63 ] |
| 2025 | Cuntissimo               | Olivia de Camps       | [ 64 ] |

### Video promozionali
| Anno | Titolo                                 | Produttore                              |
| ---- | -------------------------------------- | --------------------------------------- |
| 2010 | Hollywood (Gonzales remix)             | Dan Knight                              |
| 2010 | I Am Not a (L.A.) Robot                | Skinny                                  |
| 2011 | The Archetypes                         | [ 68 ]                                  |
| 2012 | Primadonna (versione acustica)         | [ 69 ]                                  |
| 2012 | Homewrecker (versione acustica)        | [ 70 ]                                  |
| 2012 | Lies (Versione acustica)               | [ 71 ]                                  |
| 2012 | Starring Role (versione acustica)      | [ 72 ]                                  |
| 2012 | Su-Barbie-A                            | [ 73 ]                                  |
| 2012 | Teen Idle (live a Londra)              | [ 74 ]                                  |
| 2012 | Wedding Bells                          | Thomas Knights                          |
| 2013 | E.V.O.L                                | [ 76 ]                                  |
| 2015 | Happy (versione acustica)              |                                         |
| 2015 | I'm a Ruin (versione acustica)         |                                         |
| 2019 | Superstar (versione acustica)          | Nikko LaMere                            |
| 2019 | True (versione acustica)               | Nikko LaMere                            |
| 2019 | Karma (versione acustica)              | Nikko LaMere                            |
| 2021 | Ancient Dreams in a Modern Land        | [ 78 ]                                  |
| 2021 | Bubblegum Bitch (Live from the Desert) | Anthony Pedone and Cameron Holly Dexter |

## Altre apparizioni
| Anno | Titolo              | Album                            | Note                                                                                              |
| ---- | ------------------- | -------------------------------- | ------------------------------------------------------------------------------------------------- |
| 2010 | Many of Horror      |                                  | Marina ha duettato con i Biffy Clyro in un live agli Shockwaves NME Awards 2010.                  |
| 2010 | Starstrukk          | Radio 1's Live Lounge – Volume 5 | Marina ha eseguito il singolo dei 3OH!3 con Katy Perry durante un live alla BBC Radio.            |
| 2010 | Candy               |                                  | Ha cantato la canzone di Paolo Nutini durante un live alla BBC Radio.                             |
| 2010 | Perfect Stranger    |                                  | Marina Diamandis ha cantato questa canzone, che però non ha fatto parte del suo album di debutto. |
| 2011 | You Are Not a Robot |                                  | La cantante ha duettato con Hoodie Allen.                                                         |